# أوماسلان سفلي
أوماسلان سفلي (بالإنجليزية: Umaslan-e Sofla)‏ هي منطقة سكنية تقع في قسم اجارود الشرقي الريفي (مقاطعة غرمي) في إيران. يقدر عدد سكانها بـ 92 نسمة .